# Rittersgrün
Rittersgrün is een plaats in de Duitse deelstaat Saksen, en is sinds 1-1-2007 Ortsteil van Breitenbrunn/Erzgeb. in het district Erzgebirgskreis.
Rittersgrün telde op 31-12-2006 1.817 inwoners.